# Harland and Wolff

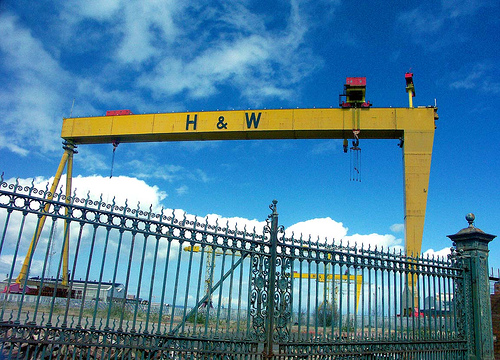
Các dàn cần cẩu của Harland & Wolff ở Belfast

Hướng chỉ dẫn vào nhà máy đóng tàu H&W

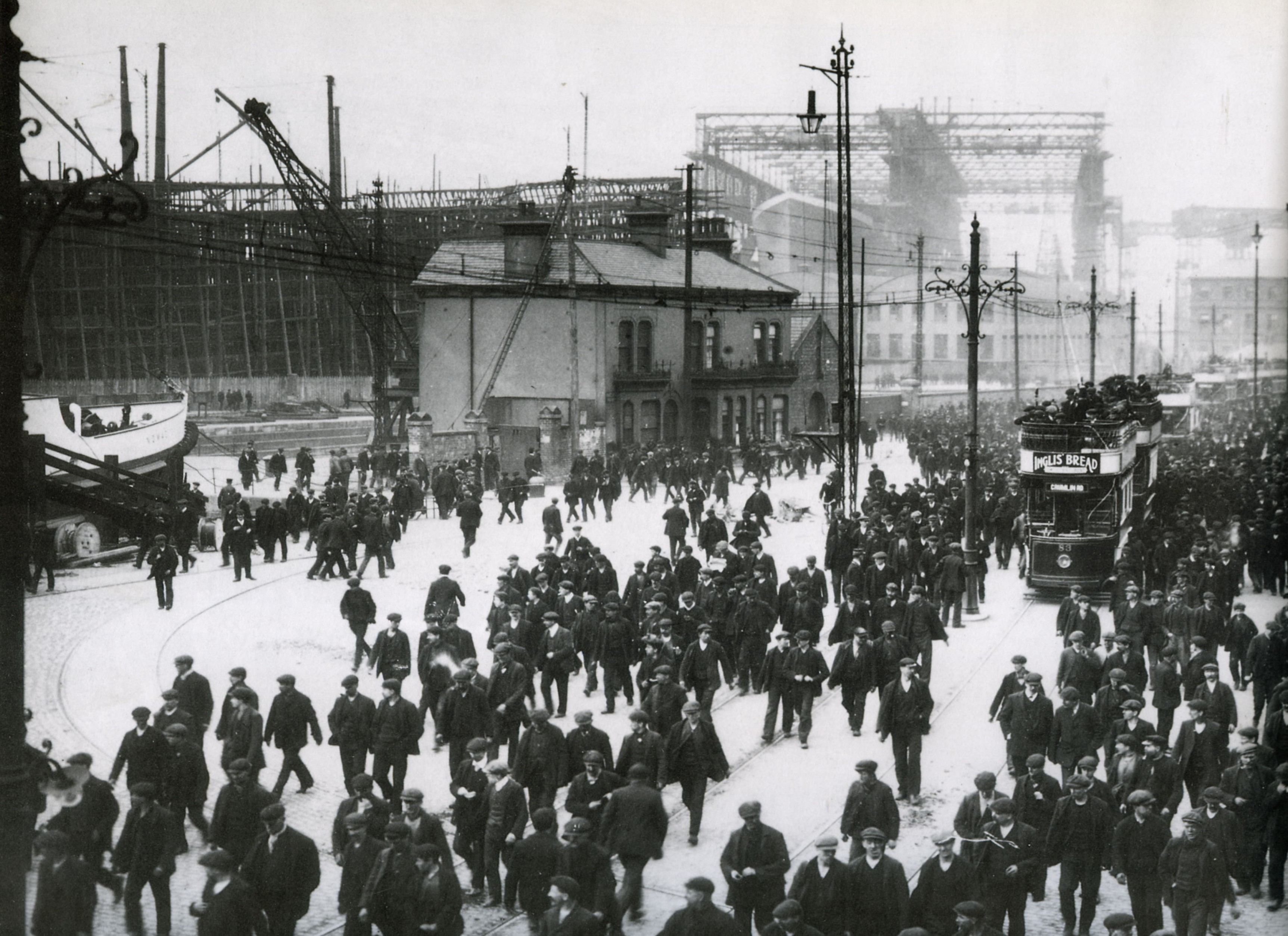
Các công nhân đang rời khỏi xưởng đóng tàu trên đường Queens. Phía sau có thể nhìn thấy con tàu Titanic đang được đóng

Ụ tàu tại nhà máy Harland & Wolff ở Belfast

Tập đoàn Công nghiệp nặng "Harland and Wolff" khởi đầu bằng công nghiệp đóng tàu đặt tại Belfast, Bắc Ireland của Anh Quốc

## Lịch sử hình thành
Harland and Wolff được Edward James Harland (1831–1895, sinh tại Hamburg, Đức) và Gustav Wilhelm Wolff (1834–1913, sinh tại Anh Quốc) thành lập năm 1861. Harland đã mua lại một xưởng đóng tàu nhỏ trên đảo Queen ở Belfast từ Robert Hickson năm 1858 và sau đó trở thành giám đốc quản lý của xưởng. Vào thời điểm ấy, xưởng đã đóng nhiều loại tàu, trong đó nổi tiếng nhất là con tàu Titanic. Hiện nay, lĩnh vực kinh doanh của công ty H&W là thiết kế, sửa chữa và cải tạo tàu thủy cũng như xây dựng cầu. Harland and Wolff cũng sở hữu "ụ tàu khô" ở Belfast thuộc loại lớn nhất thế giới.
Sau khi mua lại xưởng đóng tàu của Hickson, Harland đã chọn Wolff, trợ lý của anh ta làm đối tác trong công ty. Wolff là cháu của Gustavus Schwabe, một nhà tài phiệt ở Hamburg. Schwabe đã dốc vốn đầu tư mạnh vào công ty chuyên về hàng hải và đóng tàu này. Harland đã gặt hái được nhiều thành công trong kinh doanh thời đấy nhờ vào nhiều sáng kiến đổi mới như thay thế sàn tàu bằng gỗ thành sắt để tăng độ bền của tàu, cải tiến thân tàu ở đáy phẳng hơn và vuông hơn để tăng công suất vận chuyển.
Khi Harland chết năm 1894, William James Pirrie trở thành chủ tịch công ty cho đến khi ông ta chết năm 1924. Đó là khoảng thời gian công ty đã đóng con tàu RMS Titanic huyền thoại và những chiếc tàu chị em với Titanic như "RMS Olympic", "HMHS Britannic" vào giữa các năm 1909 và 1914. Chúng là ba trong số 70 chiếc được đóng cho White Star Line. Đến năm 1912, công ty tiếp tục sở hứu thêm một xưởng đóng tàu khác ở Govan, Glasgow, Scotland.

## Các con tàu đã được đóng
Những con tàu được tập đoàn "Harland and Wolff" đóng từ trước đến nay:
- Tàu biển chở khách lớp Olympic:
  - RMS Olympic
  - RMS Titanic: hạ thủy ngày 31 tháng 5 1911
  - HMHS Britannic
  - RMS Cedric
  - RMS Mooltan: hạ thủy ngày 15 tháng 2 1923
  - RMS Maloja: hạ thủy ngày 19 tháng 4 1923
  - SS Minnewaska: chuyến đi đầu tiên 1 tháng 9 1923
  - SS Minnehaha: chế tạo năm 1900, bị chìm năm 1917
  - SS Naronic: chế tạo năm 1892, bị mất năm 1893
  - SS Ceramic: chế tạo năm 1913

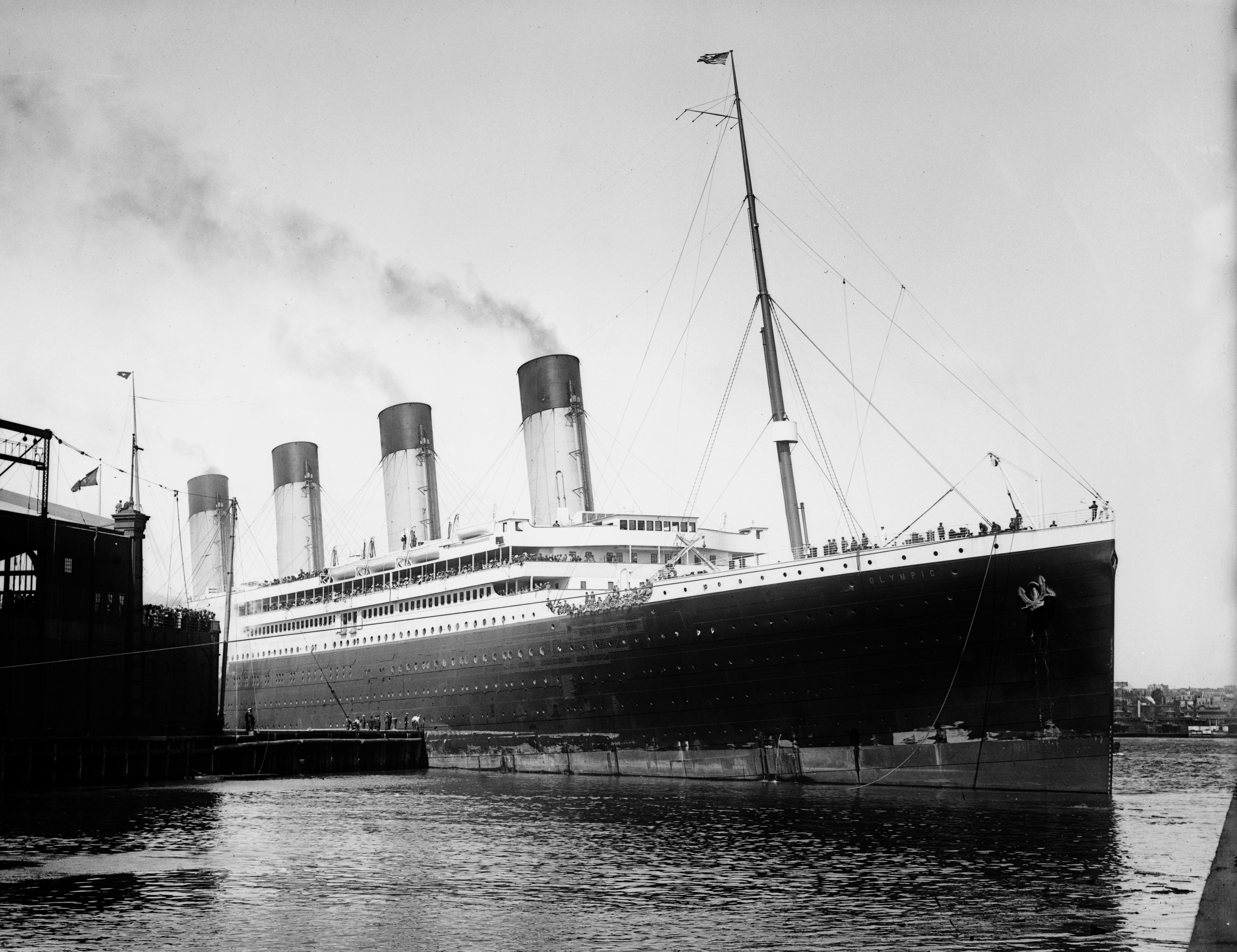
RMS Olympic

- Tàu sân bay
  - HMS Formidable (R67)
  - HMS Eagle (R05)
  - HMS Unicorn (I72)
  - HMS Glory (R62)
  - HMS Warrior (R31)
  - HMCS Magnificent (CVL 21)
  - HMCS Bonaventure (CVL 22)
  - HMS Centaur (R06)
  - HMS Bulwark (R08)
- Tàu tuần dương
  - HMS Penelope (97)
  - HMS Belfast (C35)
  - HMS Black Prince (81)
  - HMCS Ontario (C53)